# Alto do Tororó
O Alto do Tororó é uma comunidade remanescente quilombola, de tradição pesqueira, extrativista e de terreiro, localizada na cidade de Salvador, do estado brasileiro da Bahia. A comunidade foi certificada pela Fundação Cultural Palmares (FCP), na data de 27 de setembro de 2010. sob o processo de nº 01420.002946/2010-11.

## História
Inicialmente, o território onde se localiza a comunidade do Alto do Tororó, era habitada somente por índios Tupinambás. No século XVI, com a chegada dos senhores de engenho de cana de açúcar na região, escravos fugidos destes engenhos começaram a habitar a região do Tororó em local estratégico, como na parte mais alta e perto do mangue.
Entre as décadas de 1940 e 1950, famílias fixaram residência no Alto do Tororó com intuito de trabalhar nas fazendas próximas.
Em 1970, foi instalada a Base Naval de Aratu, ocasionando conflitos com a comunidade, que perduram até aos dias atuais. Em 1977, a Marinha Brasileira deu "Cessão de Uso" de várias áreas do território da comunidade para grandes empresas. As instalações da Base Naval e das empresas prejudicaram consideravelmente as atividades de pesca e mariscagem da comunidade do Alto do Tororó.
No censo de 2011, feito pela líder comunitária, haviam 426 habitantes na comunidade. Com proporção maior de jovens até 25 anos e crianças, e um equilíbrio em proporção entre homens e mulheres.

## Geografia
A comunidade do Alto do Tororó é circundada por vegetação densa e possui três acessos: Escada da Frente, para quem chega através de transporte público; Escada do Fundo, que dá o acesso ao Mangue e ao Porto do Rio, utilizado pelos pescadores e marisqueiros da comunidade; e a ladeira que leva à Estrada do Criminoso, utilizada por quem chega de transporte privado.
A Prefeitura dividiu a comunidade em Primeira Travessa, Segunda Travessa, Terceira Travessa e Quarta Travessa. Os moradores dividem a comunidade em duas localidades: Alto da Frente (abrange a Primeira Travessa e a Segunda Travessa) e Alto do Porto (abrange a Terceira Travessa e a Quarta Travessa). As ruas principais são a Rua do Tororó, que corta toda a comunidade, e a Terceira Travessa.

## Infraestrutura
Até os anos de 1970, as casas do Alto do Tororó eram, em sua totalidade, feitas em pau-a-pique. Aos poucos foram sendo substituídas por casas de tijolos ou concreto, construídas pelos próprios moradores. As casas são de um a três pavimentos e algumas ainda possuem arquitetura do estilo colonial.
No ano de 2018, a Prefeitura reformou 150 casas no Alto do Tororó, através do programa Morar Melhor.
A comunidade possui iluminação pública, água encanada e rede de esgoto da prefeitura, mas a rede não atende à todas as residências. As casas que não estão ligadas às redes de esgoto da prefeitura, despejam o esgoto no mato, através de canos.
Desde 2006, a comunidade é atendida pela coleta de lixo, que é feita duas vezes na semana. E há um container na entrada da comunidade, para despejo do lixo nos dias que não há coleta.
Não existem postos de saúde ou hospitais no Alto do Tororó. Agentes de saúde visitam semanalmente as casas dos moradores para aferir a pressão e marcar consultas. O posto de saúde mais próximo da comunidade se encontra na localidade chamada Dos Ponte e o hospital mais próximo se localiza no bairro de Periperi.
Na sede da Associação Comunitária do Alto do Tororó (ACAT), há uma escola que atende crianças até 5 anos de idade. Jovens e crianças acima dos cinco anos geralmente frequentam as escolas de ensino fundamental e médio, Escola Estadual Marcílio Dias e Escola Estadual João Caribé, ambas fora da comunidade da Alto do Tororó.

## Associação Comunitária do Alto do Tororó
A Associação Comunitária do Alto do Tororó (ACAT) foi fundada no ano de 2002 por Ariomar e Salvador. Inicialmente o objetivo era somente a construção de uma biblioteca que se concretizou através de arrecadações. Com a construção da biblioteca, o movimento para a criação da associação cresceu. E a primeira eleição para presidente da associação, foi em 7 de setembro de 2002, com a participação de toda comunidade em voto secreto.